# پماتنگ سیانتر
پماتنگ سیانتر (اندونزیایی: Pematangsiantar) شهری در استان سوماترای شمالی کشور اندونزی است. جمعیت این شهر بر اساس سرشماری سال ۱۹۹۰ میلادی، ۲۰۳٫۸۲۲ نفر و بر اساس سرشماری سال ۲۰۰۰ میلادی، ۲۰۶٫۲۰۰ بوده که در سال ۲۰۰۷ میلادی به ۲۰۹٫۹۰۸ نفر افزایش یافته‌است.